# John Milton (compositore)
John Milton (1562 circa – Londra, 1647) è stato un compositore inglese e padre del poeta John Milton..

## Biografia
All'inizio della sua vita si convertì al protestantesimo e suo padre, Richard Milton, successivamente lo ripudiò. Si trasferì a Londra intorno al 1583 a lavorare come apprendista scrivano.
 I suoi lavori si riferiscono in gran parte a questioni di affari spesso operando come prestatore di denaro o broker finanziario. Si iscrisse alla Company of Scriveners il 27 febbraio 1599. Subito dopo sposò Sara Jeffrey (c.1572–1637) andando ad abitare a Bread Street a Londra con i genitori della moglie. Secondo alcune fonti ebbero sei figli, tre dei quali raggiunsero l'età adulta. Fra questi vi furono Anne, John Milton (il poeta) e Christopher Milton (un giudice che venne poi nominato cavaliere).
Così come suo figlio omonimo, Milton scrisse poesie. Di due di esse vi è traccia: a sonetto ed un poema dedicato a John Lane; entrambi non pubblicati. Ma la sua produzione più creativa fu certamente quella di compositore. Venti sue composizioni certe sono conosciute rispetto alla sua produzione musicale. Tutte le sue composizioni, tranne una, sono a tema religioso. Milton pubblicò le sue opere dopo che Thomas Morley pubblicò The Triumphs of Oriana (1601), William Leighton pubblicò The Tears or Lamentations of a Sorrowful Soul (1612) e Thomas Ravenscroft pubblicò The Whole Book of Psalms (1621). Altre sue composizioni sono pervenute su manoscritti di John Browne, un funzionario parlamentare e Thomas Myriell, un amico personale del compositore.
L'attività di Milton fu così prosperosa che egli poté permettersi di assumere insegnanti privati di lingue classiche per i suoi figli e poté mandarli a scuola e all'università. Ciò consentì, al suo figlio maggiore, John Milton, il non aver bisogno di lavorare e di potersi dedicare pertanto esclusivamente alla scrittura. Milton ha inoltre assicurato che suo figlio maggiore aveva seguito accurati studi musicali.
Nel 1631 Milton e la sua famiglia si spostarono ad Hammersmith dove egli risiedette fino al suo pensionamento nel 1636. Dopo si spostò con la moglie a Horton nel Buckinghamshire. Sara morì subito dopo, il 3 aprile 1637 u fu tumulata nel cimitero annesso alla locale parrocchia. Milton si spostò quindi a Reading nel 1641 per vivere con suo figlio minore, ma dopo l'assedio di Reading tornò a Londra, vivendo con il suo figlio maggiore, John Milton. Dopo che questi si riconcilò con la moglie, la famiglia si trasferì a Barbican. Rimase lì fino alla morte e venne sepolto il 15 marzo 1647 a St Giles Cripplegate.